# 三重県道565号亀山城跡線
三重県道565号亀山城跡線（みえけんどう565ごう かめやまじょうあとせん）は、三重県亀山市を通る一般県道である。

## 概要
亀山市本丸町から亀山市太岡寺町に至る。
かつての東海道・国道1号であり、亀山市街地を通る幹線道路である。

### 路線データ
- 起点：亀山市本丸町（字旧館576番1地先[3]：三重県道302号亀山停車場石水渓線上、三重県道566号亀山城跡上野町線起点）
- 終点：亀山市太岡寺町（下谷1245番2[3]：太岡寺町交差点、国道1号交点）
- 総延長：3,941 m

## 歴史
この道路は東御幸町交差点から終点までが東海道の一部であり、沿線は江戸時代に宿場町・城下町両面で発展した。
1885年（明治18年）に国道2号に指定され、1952年（昭和27年）には国道1号となった。
また、1959年（昭和34年）1月25日に三重県道565号として路線認定され、同年5月19日に供用が開始された。当時の区間は「亀山市本丸町字旧館隣接民有地576ノ1番地先から同市西町字西町隣接民有地368番地先を経て同市布気町字山下隣接民有地1451ノ2番地先まで」であり、現在とは若干違った。
その後、亀山市内の交通量の増大に伴い、亀山バイパスが建設されたため国道1号本線は1996年（平成8年）4月1日に三重県道565号亀山城跡線の区間変更により、同線となった。

## 路線状況

### 別名
- 旧東海道（亀山市）

### 重複区間
- 三重県道302号亀山停車場石水渓線（亀山市本丸町（起点） - 亀山市東丸町・江ヶ室交番前交差点）
- 三重県道566号亀山城跡上野町線（亀山市本丸町（起点） - 亀山市東町1丁目・東町交差点）

### 通過する路線バス
この道路は市街地を通るため、全線がバス路線となっている。以下に2009年（平成21年）現在の運行中のバスを示す。
- 三重交通（中勢営業所管内）
- 亀山市営のコミュニティバス
  - さわやか号
  - 野登・白川地区自主運行バス
  - 東部ルート
  - 南部ルート

### 交通量
平日12時間交通量
| 地点         | 交通量   |
| ------------ | -------- |
| 亀山市野村町 | 10,807台 |

## 地理
亀山城のある亀山公園入り口を起点に、市街地を東に向かう。東町一丁目で西に進路を変え、東御幸町交差点手前で南進する。同交差点で西に進路を取り、終点まで続く。周辺は亀山市街地で商店や官公庁が立ち並ぶ。終点から西（関・伊賀方面）に600 mほど行けば、東名阪自動車道 亀山ICがある。

### 通過する自治体
- 三重県
  - 亀山市

### 交差する道路
| 交差する道路                                                                            | 交差する場所 | 交差する場所          |
| --------------------------------------------------------------------------------------- | ------------ | --------------------- |
| 三重県道302号亀山停車場石水渓線 重複区間起点 三重県道566号亀山城跡上野町線 重複区間起点 | 本丸町       | 起点                  |
| 三重県道302号亀山停車場石水渓線 重複区間終点                                            | 東丸町       | 江ヶ室交番前交差点    |
| 三重県道566号亀山城跡上野町線 重複区間終点                                              | 東町1丁目    | 東町交差点            |
| 三重県道28号亀山白山線                                                                  | 東御幸町     | 商工会議所前交差点    |
| 三重県道302号亀山停車場石水渓線                                                         | 御幸町       | 亀山駅前交差点        |
| 国道1号 国道25号 重複                                                                   | 太岡寺町     | 太岡寺町交差点 / 終点 |

### 沿線
- 亀山公園
  - 亀山城跡
- 亀山市立亀山西小学校
- 亀山市役所
- 亀山警察署 江ヶ室交番
- NTT亀山ビル
- かめ山エコー
  - スーパーサンシ亀山エコー店
- 亀山郵便局
- 亀山市民文化会館
- JR東海関西本線・紀勢本線 亀山駅
- 亀山市消防本部亀山消防署
- 亀山警察署
- 国土交通省中部地方整備局 北勢国道事務所亀山庁舎